# Microrhopiini
Microrhopiini – plemię ptaków z podrodziny chronek (Thamnophilinae) w rodzinie chronkowatych (Thamnophilidae). 

## Występowanie
Plemię obejmuje gatunki występujące w Ameryce Środkowej i Południowej.

## Systematyka
Do plemienia należą następujące rodzaje:
- Myrmorchilus Ridgway, 1909 – jedynym przedstawicielem jest Myrmorchilus strigilatus (zu Wied, 1831) – posuszek
- Microrhopias Sclater,PL, 1862 P.L. Sclater, 1862 – jedynym przedstawicielem jest Microrhopias quixensis (Cornalia, 1849) – cynamonik
- Aprositornis M.L. Isler, Bravo & Brumfield, 2013 – jedynym przedstawicielem jest Aprositornis disjuncta (Friedmann, 1945) – ściółkowczyk białobrzuchy
- Ammonastes Bravo, M.L. Isler & Brumfield, 2013 – jedynym przedstawicielem jest Ammonastes pelzelni (P.L. Sclater, 1890) – ściółkowczyk szarobrzuchy
- Myrmophylax Todd, 1927 – jedynym przedstawicielem jest Myrmophylax atrothorax (Boddaert, 1783) – ściółkowczyk czarnogardły
- Neoctantes P.L. Sclater, 1869
- Epinecrophylla M.L. Isler & Brumfield, 2006